# نجيب الكيلاني
نجيب الكيلاني (1350- 1415 هـ / 1931- 1995 م) هو طبيب وأديب مصري كبير، شاعر وروائي. من أعضاء رابطة الأدب الإسلامي العالمية.

## مولده
ولد الدكتور نجيب عبد اللطيف إبراهيم الكيلاني في 15 المحرَّم 1350هـ الموافق أول يونيو عام 1931م، في قرية شرشابة التابعة لمركز زفتى بمحافظة الغربية بمصر، وكان أول مولود يولد لأبيه وأمه، وعلى غرار عادة أهل الريف في هذا الوقت التحق نجيب الكيلاني بكُتَاب القرية في سن الرابعة، حيث تعلم القراءة والكتابة والحساب وقدراً من الأحاديث النبوية الشريفة وسيرة الرسول ﷺ، وقصص الأنبياء وقصص القرآن، وكانت أسرته تعمل بالزراعة، وكان منذ صغره يمارس العمل مع أبناء الأسرة في الحقول.

## نشأته وتعليمه
التحق بالمدرسة الأولية ثم مدرسة الإرسالية الأمريكية الابتدائية بقرية سنباط ثم قضى الثانوية في مدينة طنطا وأخيرًا التحق بكلية الطب بالقاهرة عام 1951م، وبعد تخرجه عمل بوظيفة «طبيب امتياز» في «مستشفى أم المصريين» بالجيزة عام 1961م ثم طبيباً ممارساً بقريته ثم انتقل ليعمل في وزارة النقل والمواصلات، وتسلم عمله في القسم الطبي بهيئة السكك الحديدية، ثم سافر إلى دولة الكويت ليعمل طبيباً هناك، وذلك في اليوم الحادي والثلاثين من شهر مارس 1968م ثم انتقل منها إلى دولة الإمارات العربية وقضى بها ما يقرب من ستة عشر عاما.
اتصف ببشاشة الوجه وروح الدعابة والتواضع الجم، وهو الخطيب المفوه صاحب الفكر المتفتح يقول عنه أحد أبنائه تشعر بأن خلقه القرآن، يرى الخالق في كل معاملاته، يتحامل على نفسه من أجل إسعاد أهله وذويه ولم تكن طموحاته كبيرة في الدنيا لأنه كان يحمل قوة إيمان عميقة وتواضعا جما. تحمل الكيلاني آلام مرضه دون أن يبث همه وألمه لأحد حتى أقرب الناس إليه، فقد صبر على آلام الكبد الوبائي سي ثم آلام السرطان مستمسكًا بحبل الله وأنى له أن ييأس أو يخنع وهو الراضي بقضاء الله وقدره.

## الكيلاني والإخوان
انضم نجيب الكيلاني لدعوة الإخوان في وقت مبكر من حياته حيث أثرت في أفكاره، ومعتقداته، وزودته بالكثير من المعارف، والعلوم الدينية، والدنيوية، وكان لها أبلغ الأثر في تكوين عقليته السياسية. بدأ الكيلاني التعرف على جماعة الإخوان المسلمين في مدينة زفتى من خلال الاحتفال الذي أُقيم بميت غمر احتفالاً بمناسبة الهجرة النبوية، وذلك عام 1948م وكان سبب التفافه حول هذه الجماعة؛ أنه وجد فيهم أسلوبا جديداً في الخطابة، والاحتفال بالمناسبات الدينية، فتفتح قلبه وعقله لما سمعه منهم، وكان مما لفت نظره الهتافات التي يرددونها، حيث كان من المألوف - في ذلك الوقت- أن أغلب الأحزاب يهتفون بحياة الزعماء، والأشخاص البارزين عندهم، ولكنه سمع في تلك الليلة هتافاً من نوع آخر سمع (الله أكبر ولله الحمد، الله غايتنا، الرسول زعيمنا، القرآن دستورنا، الجهاد سبيلنا، الموت في سبيل الله أسمى أمانينا).
كانت هذه المحاضرات التي يعقدها الإخوان المسلمون علي حد قوله:- «أثرى وأقوى هذه المراكز في العطاء الفكري، والثقافي الموجه، فلقد كان الإخوان المسلمون يضعون برنامجاً حافلاً بالمحاضرات المختلفة، التي تضم الفكر، والأدب، والتاريخ، والسياسة، والاقتصاد، والتوعية الصحية، وكانوا يربطون بين هذه الموضوعات كلها برباط الإسلام، كما كانوا يقيمون المهرجانات الشعرية، والمسرح الإسلامي، والألعاب الرياضية».
حتى إنه تعرض للاعتقال أكثر من مرة، فبعد حادثة المنشية في 26 أكتوبر 1954م اعتقل عبد الناصر كثيرا من الإخوان المسلمين وقدمهم للمحاكمة وحكم عليهم بأحكام متفاوتة، وترك أسرهم دون عائل فقام بعض الإخوة بجمع التبرعات من بعضهم وتقديمهم لأسر الإخوان المعتقلين في المحافظات ومساعدتهم في المعيشة فعلم نظام عبد الناصر بذلك فقام باعتقال كل من ساعد هذه الأسر وقدمهم للمحاكمة تحت مسمى تنظيم التمويل وكان نجيب الكيلاني أحد هؤلاء الذين اعتقلوا في يوم 7 من شهر أغسطس 1955 م، حيث سيق إلي السجن الحربي وحكم عليه بالسجن لمدة عشرة أعوام إلا أنه حصل على عفو صحي وخرج بعد أن قضى بالسجن 40 شهرًا.

## أعماله

### الروايات
- أول عمل نثري له بالمعتقل سنة 1956م دشنه برواية الطريق الطويل، التي نالت جائزة وزارة التربية والتعليم سنة 1957م ثم قررت للتدريس على طلاب المرحلة الثانوية في الصف الثاني الثانوي عام 1959م.
- رواية اليوم الموعود، عام 1960، التي نالت جائزة المجلس الأعلى لرعاية الفنون والآداب بمصر في العام نفسه،
- رواية في الظلام نالت نفس الجائزة في العام التالي 1961م
- رواية قاتل حمزة
- أهل الحميدية
- مملكة البلعوطي
- رواية نور الله
- ليل وقضبان
- رجال وذئاب
- حكاية جاد الله
- مواكب الأحرار
- عمر يظهر بالقدس.
- ليالي تركستان.
- عمالقة الشمال.
- أميرة الجبل.
- عذراء جاكرتا
- اعترافات عبد المتجلي.
- امرأة عبد المتجلي.
- الكابوس
- رحلة إلى الله.
- الرايات السوداء.
- ملكة العنب
- النداء الخالد.[5]

### القصص
- عند الرحيل
- موعدنا غداً
- العالم الضيق
- رجال الله
- فارس هوازن
- حكايات طبيب
- الكابوس.

### الدواوين الشعرية
- أغاني الغرباء، 1963
- عصر الشهداء،
- كيف ألقاك، 1978
- مهاجر، 1986
- مدينة الكبائر، 1988
- أغنيات الليل الطويل، 1990.

### المؤلفات
- المجتمع المرضي
- الإسلام والقوى المضادة
- الطريق إلى اتحاد إسلامي
- مدخل إلى الأدب الإسلامي
- الإسلامية والمذاهب الأدبية
- آفاق الأدب الإسلامي،
- الأدب الإسلامي بين النظرية والتطبيق
- تجربتي الذاتية في القصة الإسلامية".
- لمحات من حياتي، سيرة ذاتية
- إقبال الشاعر الثائر
- شوقي في ركاب الخالدين
- في رحاب الطب النبوي

## سمات مؤلفاته
استطاع الأديب الراحل نجيب الكيلاني أن يثبت أنه وثيق الصلة بواقع الحياة، ويقف شامخا في مواجهة الآداب الأخرى، ويرد علميًّا على الإبداعات التافهة، عبر حياة جادة كانت حافلة بالعطاءات الأدبية كما قال العلامّة «أبو الحسن الندوي».
معروف عنه أنه الأديب الوحيد الذي خرج بالرواية خارج حدود بلده، وطاف بها ومعها بلدانا أخرى كثيرة، متفاعلا مع بيئاتها المختلفة، فكان مع ثوار نيجيريا في «عمالقة الشمال» وفي أثيوبيا في «الظل الأسود»، ودمشق في «دم لفطير صهيون»، و«على أسوار دمشق»، وفي فلسطين «عمر يظهر في القدس»، وإندونيسيا في «عذراء جاكرتا»، وتركستان في «ليالي تركستان» والتي تنبأ فيها بسقوط الشيوعية منذ أكثر من ثلاثين عاما. والأديب عامة إن لم يملك تلك القدرة على الاستشراف والتنبؤ بجوار الرؤية الفنية فلا خير في كثير من أعماله.

## النغم في شعره
يرى د. محمد حسن عبد الله أن كل إنتاج الكيلاني ذو هادفية مؤمنة، وعمق وشفافية متصوفة تبدو كومض الخاطر بين السطور، وهو جاد وعميق ومؤثر، ومتصل أوثق الاتصال بروح هذا الشعب، ويملك التأثير في حياة قومه التي كان واحدًا من أفذاذها المتفردين.
الكيلاني في شعره لا يقل منزلة عن قصصه ورواياته، فهو شاعر «الأمل الطريد»، الذي يمتلك ناصية الإيقاع والإبداع عبر دواوينه الثمانية، التي تنطق بالفن الأصيل، ذي الضوابط والغايات، عبر اللفظة الموحية، والنغمة الربانية، والتلمس الراهف لقواعد الفن الجميل حيث يقول:

## القصص الشعري
استطاع الكيلاني أن يوظف كثيرًا من آليات الفن القصصي في شعره، فاستخدم الرمز والقناع والحوار والسرد والتعبير المتلاحق، والارتداد (بالإنجليزية: flashback)‏ (تذكّر الماضي والرجوع للوراء) والمفارقة، واللقطات المقتطعة من خلال الأشكال والمضامين التعبيرية المتفردة، كما يرى د. جابر قميحة أول دواوين «نحو العلا» عام 1950 وهو طالب بالمرحلة الثانوية، وآخرها «لؤلؤة الخليج» وهو الديوان الذي لم يكتمل، مرورًا بـ «كيف ألقاك» و«عصر الشهداء» و«أغنيات الغرباء» و«مدينة الكبائر»، و«مهاجر»، و«أغنيات الليل الطويل».
نشر أول مجموعة شعرية وهو في السنة الرابعة الثانوية، تحت عنوان: نحو العلا، وتوالى النشر بعد ذلك.

## آراء الأدباء فيه
يرى د. جابر قميحة أن الكيلاني لديه إحساس عميق بتكثيف الجمال الفني المرتبط بالغموض أحيانًا في بعض أعماله، إلا أنه لا ينسى مسئوليته تجاه القارئ، وخوفه من أن يقع في براثن الفهم الخاطئ، فتراه في كل أعماله ينبض بخيوط الوعي المتيقظ، التي تجعل من كتاباته الروائية متعة خاصة وقتًا مكتملاً.
كما يؤكد د. حلمي القاعود على أن نجيب الكيلاني كان فريدًا في فك الفضاءات المكانية والمجالات الزمانية في أعماله عبر احترافه وحفاوته بالتحليل الدقيق والمنمنمات، واستطاع أن يملأ الساحة بالبديل الصحيح؛ حيث يعتبر أغزر الكتاب إنتاجًا على الإطلاق، بينما يأتي «نجيب محفوظ» والسحار في المرتبة الثانية من حيث الكم!
حيث قال عنه نجيب محفوظ في عدد أكتوبر عام 1989: «إن نجيب الكيلاني هو منظّر الأدب الإسلامي الآن»؛ ذلك لأن مقولاته النقدية، وأعماله الروائية والقصصية تشكل ملامح نظرية أدبية لها حجمها وشواهدها القوية، التي عززتها دراساته حول «آفاق الأدب الإسلامي» و«الإسلامية والمذاهب الأدبية»، و«الأدب الإسلامي بين النظرية والتطبيق» و«مدخل إلى الأدب الإسلامي»، و«تجربتي الذاتية في القصة الإسلامية».

## حياته الاجتماعية
تزوج د. نجيب الكيلاني عام 1960 من الأديبة الإسلامية كريمة شاهين شقيقة الأديبة الإذاعية المصرية نفيسة شاهين، ورزق بثلاثة ذكور هم الدكتور جلال، والمهندس حسام، والمحامي محمود، وأنثى واحدة هي د. عزة.

## الكيلاني والإعلام
آخر إبداعاته الروائية ملكة العنب، واعترافات عبد المتجلي وحكاية جاد الله، وقبل رحيله ترك ثلاثين فكرة لثلاثين رواية إسلامية، ودونها في مفكرة صغيرة عن مشكلات المجتمع المسلم. في أيام الرحيل أبدع مسرحية «حبيبتي سراييفوا» التي لم ينتبه إليها القرّاء والنقّاد، فلم يذكرها كاتب أو ناقد حتى الآن وهي تعالج الأوضاع المأساوية في البوسنة والهرسك، وتقدم الأمل من خلال رسالة التبشير والتطهير التي يحملها الفن الإسلامي.
تحول الكثير من أعماله الروائية إلى أعمال فنية، حيث فاز فيلم ليل وقضبان عن روايته ليل العبيد بالجائزة الأولى لمهرجان طشقند السينمائي عام 1964، كما تحولت رواية الليل الموعود إلى مسلسل إذاعي وتليفزيوني إنتاج مصري ليبي مشترك قدّم في شهر رمضان باسم (ياقوتة ملحمة الحب والسلام) عام 1973. كما تحولت رواية الذين يحترقون إلي مسلسل تلفزيوني مصري قدَّم باسم (الذين يحترقون) عام 1977.
ترجم الكثير من أعماله إلى اللغات الإنجليزية والفرنسية والتركية والروسية والأردية والفارسية والصينية والإندونيسية والإيطالية والسويدية.

## جوائز حصل عليها
- حصل على جائزة الرواية 1958 والقصة القصيرة
- ميدالية طه حسين الذهبية من نادي القصة، 1959،
- المجلس الأعلى للفنون والآداب، 1960،
- جائزة مجمع اللغة العربية، 1972،
- الميدالية الذهبية من الرئيس الباكستاني، 1978.

## دراسات عنه
- الواقعية الإسلامية في روايات نجيب الكيلاني، تأليف: حلمي محمد القاعود.
- الترابط النصي في رواية النداء الخالد لنجيب الكيلاني، تأليف: عيدة العمري
- الدراسة الفنية لشعر نحيب الكيلاني[6]
- الاتجاه الإنساني في روايات نجيب الكيلاني[7]

## وفاته
توفي نجيب الكيلاني في 2 شوَّال 1415 هـ الموافق 7 مارس 1995 عن 63 عامًا.

## وصلات خارجية
- نجيب الكيلاني على موقع أرشيف الشارخ.
- نجيب الكيلاني على موقع أبجد
- صفحة نجيب الكيلاني على موقع أبجد
- موقع رواء الأدب